# الیمپ دگوژ
اُلَمپ دو گوژ یا ماریا دگوژ (به فرانسوی: Olympe de Gouges) (متولد ۷ می ۱۷۴۸-درگذشته ۳ نوامبر ۱۷۹۳) نمایشنامه‌نویس، فعال سیاسی و طرف‌دارالغای برده‌داری بوده‌است.
اگر زنان می‌توانند زیر گیوتین کشته شوند، باید این حق را نیز داشته باشند که از فراز تریبون سخن بگویند.

## زندگی
ماریا دگوژ در سال ۱۷۴۸ در جنوب غربی فرانسه به‌دنیا آمد. پدرش قصاب و مادرش دختر یک تاجر پارچه بود. در سال ۱۷۶۵ ازدواج کرد و این ازدواج، یک ازدواج عاشقانه نبود و افزون بر آن، او به روابط عاشقانه خارج از ازدواج اعتقاد داشت. یک سال بعد همسرش مرد و به‌همراه پسرش پیتر، به پاریس نقل مکان کرد. از این پس، او نام خود را به المپ دگوژ تغییر داد و بعد از آن، با مرد ثروتمندی به نام بیاتریکس روزریس آشنا شد و روابط خود را با او تا اواخر انقلاب فرانسه حفظ کرد. نقاشی‌های بازمانده از او، او را زنی زیبا توصیف می‌کنند.

## زندگی اجتماعی

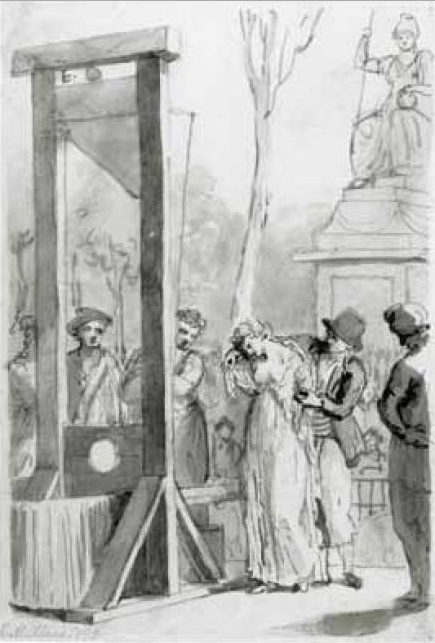
اعدام دوگوژ

در سال ۱۷۸۴، وی نمایشنامه زمره و میرزا را نوشت؛ اما به‌دلایلی، این نمایشنامه تا سال ۱۷۸۹ اجرا نشد. البته چهار سال بعد، او این نمایشنامه را با عنوان «کشتی‌شکستگان خوشحال» منتشر کرد. در سال ۱۷۸۹ که این نمایشنامه اجرا گشت، پس از سه بار اجرا متوقف شد. این نمایشنامه ضدبرده‌داری است. در سال ۱۷۹۱ او اعلامیه حقوق شهروندی خود را نوشت. در مقابل حقوق شهروندی فرانسه که چیزی از حقوق زنان در برنداشت، این اعلامیه در هفده‌ بند است. انقلابیون تندرو فرانسه در نهایت او را به خیانت به انقلاب و حمایت از سلطنت محکوم کردند و او را در سوم نوامبر ۱۷۹۳ زیر گیوتین گردن زدند.